# محوطه یادمان دهلاویه
محوطه یادمان دهلاویه مربوط به دوره معاصر است و در شهرستان دشت آزادگان، بخش بستان، دهستان دهلاویه، روستای دهلاویه واقع شده و این اثر در تاریخ ۷ اسفند ۱۳۸۶ با شمارهٔ ثبت ۲۱۲۴۱ به‌عنوان یکی از آثار ملی ایران به ثبت رسیده است.